# Deconfinamento (misura sanitaria)
La revoca delle misure di confinamento, indicata anche come deconfinamento, è l’uscita da un periodo di confinamento, accompagnata da un insieme di misure e strategie a livello statale, di una struttura del servizio di produzione ma anche di molteplici procedure strategiche di conformità. Il termine, sotto questa accezione, è un neologismo apparso durante la pandemia di COVID-19.

## Deconfinamenti legati alla pandemia di COVID-19
Al 17 aprile 2020 più di 4,4 miliardi di persone in 110 paesi diversi, più della metà della popolazione mondiale, furono confinate a causa della pandemia di COVID-19.
In ciascuno di questi paesi dopo la fine di un periodo di confinamento è iniziata una fase di deconfinamento progressivo, cercando di evitare che gli sforzi per contrastare il contagio durante la fase precedente diventassero vani.
| Paese           | Inizio del confinamento                                         | Inizio del deconfinamento                                             |
| --------------- | --------------------------------------------------------------- | --------------------------------------------------------------------- |
| Algeria         | 23 marzo                                                        | 14 maggio                                                             |
| Austria         | 16 marzo                                                        | 14 aprile, poi posticipato al primo maggio                            |
| Belgio          | 18 marzo (Primo confinamento) 2 novembre (Secondo confinamento) | 4 maggio (Primo deconfinamento) 8 marzo (Secondo deconfinamento)      |
| Francia         | 17 marzo (Primo confinamento) 30 ottobre (Secondo confinamento) | 11 maggio (Primo deconfinamento) 15 dicembre (Secondo deconfinamento) |
| Germania        | 22 marzo                                                        | 4 maggio                                                              |
| Grecia          | 23 marzo                                                        | 27 aprile                                                             |
| India           | 25 marzo                                                        | 3 maggio                                                              |
| Italia          | 9 marzo                                                         | 4 maggio                                                              |
| Marocco         | 16 marzo                                                        | 10 giugno                                                             |
| Norvegia        | 12 marzo                                                        | 20 aprile                                                             |
| Portogallo      | 19 marzo                                                        | 2 maggio                                                              |
| Regno Unito     | 24 marzo                                                        | 7 maggio, poi posticipato al primo giugno                             |
| Repubblica Ceca | 15 marzo                                                        | 20 aprile                                                             |
| Spagna          | 14 marzo                                                        | 9 maggio                                                              |
| Stati Uniti     |                                                                 | data decisa da ciascuno Stato                                         |
| Svizzera        | 16 marzo                                                        | 27 aprile                                                             |
| Tunisia         | 22 marzo                                                        | 4 maggio                                                              |

### Cina
In Cina il deconfinamento venne accompagnato da dei controlli della temperatura sistematici all'entrata dei negozi.
Per viaggiare, gli abitanti della provincia dello Hubei dovevano avere sul proprio smartphone un codice QR verde, rilasciato dalle autorità, che certificava di non essere affetti dalla COVID-19. Gli stessi abitanti di Wuhan rimasero in confinamento serrato fino all'8 aprile 2020.

Uno studio condotto dai ricercatori dell'Università di Hong Kong in quattro città cinesi indica che le misure di confinamento hanno abbassato il tasso di riproduzione del virus a meno di 1 (all'inizio dell'epidemia andava da 2 a 3).

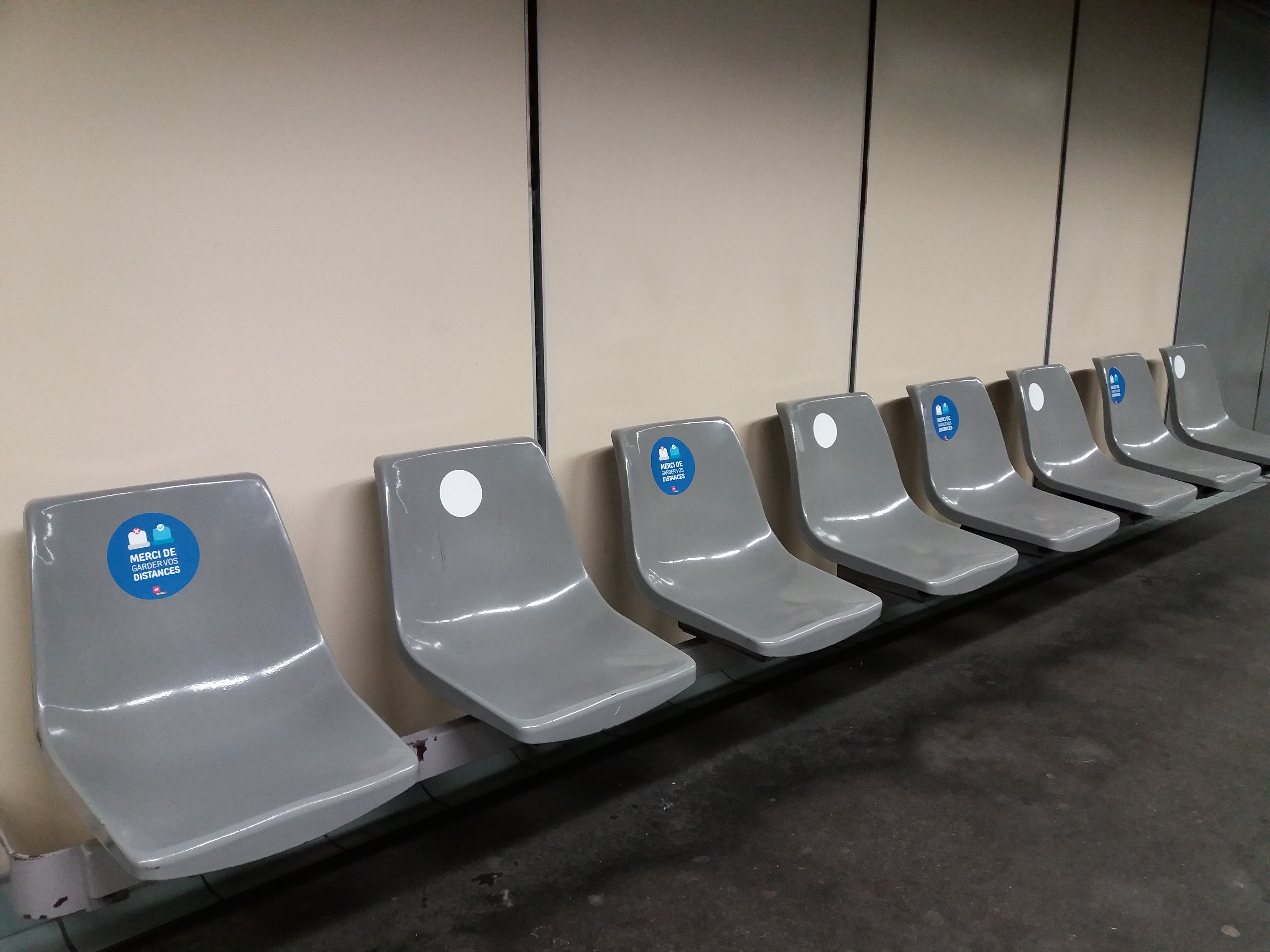
L'applicazione del distanziamento nella metropolitana di Lione durante il deconfinamento.

### Francia
Il comitato scientifico che aiutava il governo a prendere le decisioni stabilì una durata minima di sei settimane per il confinamento. Questo periodo corrisponde a tre cicli di quindi giorni di contagio. I tre cicli coprono: la guarigione delle persone che si erano ammalate prima del confinamento, la guarigione di coloro che si erano ammalati all'inizio del confinamento ed infine quella dei membri di una famiglia contagiati da un congiunto ammalatosi all'inizio del confinamento. L'uscita del periodo di confinamento presuppone dunque che la situazione epidemica si sia stabilizzata.
L'Accademia nazionale di medicina considerò che il deconfinamento avrebbe dovuto essere applicato soltanto nelle aree dove era diminuito il numero dei ricoveri negli ospedali con un ritorno verso lo stato pre-pandemico. L'uscita dal confinamento inoltre doveva essere accompagnata da delle rigide restrizioni di viaggio, per evitare che gli abitanti di una regione deconfinata si recassero in un'altra che era ancora soggetta alle misure di blocco.
Il 2 aprile il primo ministro Édouard Philippe annunciò che il deconfinamento sarebbe avvenuto solo gradualmente. Il governo francese decise di seguire una strategia divisa in fasi. Senza queste fasi si sarebbe potuta manifestare una seconda ondata, portando alla reintroduzione delle misure restrittive. La strategia divisa in fasi, studiata dal governo e dal suo consiglio scientifico, ma anche da vari analisti indipendenti, assunse degli affetti diversi. Il deconfinamento dipendeva dall'accessibilità delle mascherine per i cittadini, il grado di immunizzazione della popolazione, l'ampia distribuzione o meno dei test sierologici e la circolazione del virus in certe regioni. Inoltre il deconfinamento dipendeva anche dagli spostamenti dei cittadini e la permeabilità delle frontiere (soprattutto quelle dello spazio Schengen).
Il presidente Emmanuel Macron il 13 aprile 2020 annunciò che il deconfinamento sarebbe iniziato l'11 maggio. A partire da questa data sarebbero stati aperti gli asili, le scuole elementari e medie e i licei. Chiunque presentasse dei sintomi relativi al coronavirus ora poteva sottoporsi a un tampone. Ogni cittadino per uscire di casa doveva indossare una mascherina respiratoria.
Il deconfinamento portò comunque ad un aumento del 118% di inquinamento dell'aria nella città di Parigi.

### Germania
La cancelliera tedesca Angela Merkel riunì il 15 aprile 2020 i presidenti dei sedici Länder della repubblica federale per fare il punto dell’uscita progressiva dal confinamento, in vigore da metà marzo 2020. Le autorità previdero di aprire le scuole agli inizi di maggio, così come la maggior parte delle attività commerciali e dei negozi, a condizione che le misure di sicurezza sanitaria venissero rispettate scrupolosamente, in particolare l’uso della mascherina, che sarebbe potuto diventare obbligatorio.
Angela Merkel parlò dopo aver ricevuto il rapporto favorevole a consentire il deconfinamento progressivo da parte dell’Accademia di medicina della Germania. Il professore Gérald Haug, che presiedeva l’Accademia, avvertì tuttavia del rischio di una seconda ondata qualora le misure di distanziamento sociale fossero state allentate. La cancelliera volle inoltre coordinare il deconfinamento anche con le nazioni limitrofe. A tale scopo, un’unità operativa franco-tedesca venne istituita verso la fine di aprile 2020 per riunire i rappresentanti dei ministri dell’Interno, della Salute e dell’Economia.
Invece alcuni Länder, per evitare una seconda ondata, hanno dovuto reintrodurre il confinamento.

### Italia

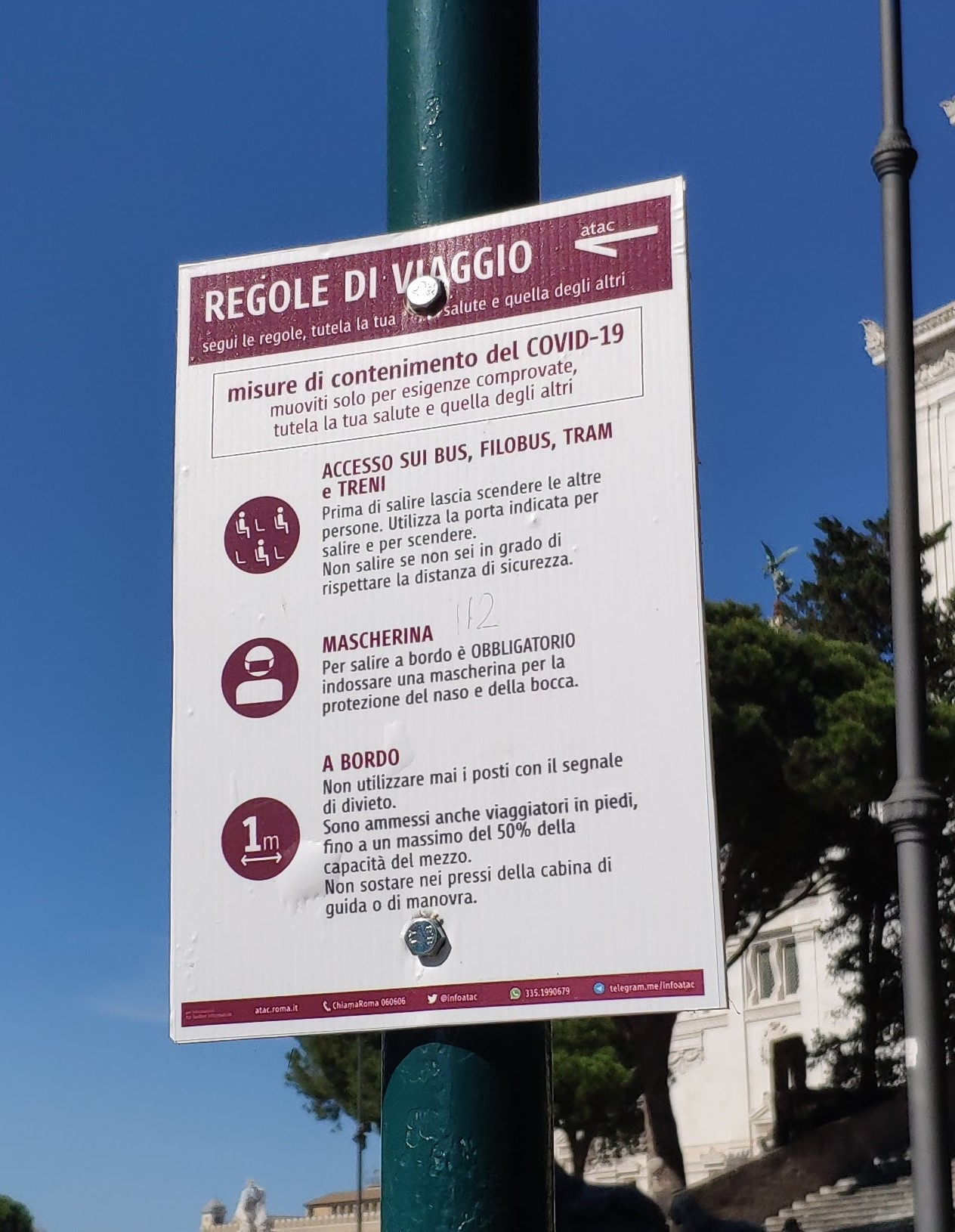
Le regole di viaggio del servizio di trasporto pubblico ATAC, a Roma, durante la Fase 2.

Il piano per il deconfinamento in Italia si divide in due parti. La curva dei contagi continuava ad abbassarsi ed al 7 aprile questa si stava stabilizzando, perciò si cominciò a pensare all'uscita dal periodo di confinamento. La “fase 2” (chiamata così per distinguerla dalla fase 1, ovvero il confinamento) venne prevista per iniziare il 4 maggio 2020, dando inizio ad un periodo di convivenza con il virus. La prima parte della fase 2 riguardava la riapertura di alcune attività produttive da metà aprile, quali l’edilizia, la meccanica, l’industria alimentare e la farmaceutica.
Nella seconda parte della fase 2 (iniziata il 16 maggio) gli assembramenti nei parchi continuarono ad essere vietati. L’ingresso nei negozi venne limitato, le manifestazioni pubbliche vennero vietate, e venne imposto l’obbligo di rispettare la distanza fisica tra le persone. I bar ed i ristoranti rimasero inoltre chiusi. L'utilizzo della mascherina nei luoghi pubblici divenne obbligatorio.

### Regno Unito
Il comitato scientifico del College Imperiale di Londra indicò che una chiusura totale avrebbe portato ad una minore immunità della popolazione, in assenza dei vaccini. Pertanto, come alternativa ad un confinamento totale, i ricercatori proposero l'idea di un deconfinamento intermittente. 
Le misure di confinamento dipendevano dal numero dei casi, venendo allentate quando la curva dei contagi era bassa e venendo ripristinate quando questa cominciava a risalire. Il confinamento venne applicato per 2/3 del tempo nel periodo precedente alla campagna vaccinale. Tuttavia, servono circa 18 mesi prima che venga distribuita una quantità di vaccini tale da immunizzare tutta la popolazione britannica.